# Nigramma lapidaria
Nigramma lapidaria là một loài bướm đêm trong họ Noctuidae.